# Pachuca de Soto (municipi)
Pachuca de Soto és un municipi de l'estat d'Hidalgo. Pachuca de Soto és el cap de municipi i principal centre de població d'aquesta municipalitat. Aquest municipi és a la part central de l'estat d'Hidalgo. Limita al nord amb els municipis de Mineral del Chico i Mineral del Monte, al sud amb Zapotlán de Juárez, a l'est amb Mineral de la Reforma, l'oest i a l'est amb San Agustín Tlaxiaca.

## Seu de l'ajuntament

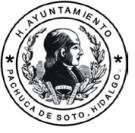
Segell o emblema de l'Ajuntament de Pachuca de Soto

Pachuca és la seu del municipi amb el nom homònim. Per tant, és la seu de l'ajuntament (oficialment anomenat Honorable Ajuntament Constitucional del Municipi de Pachuca de Soto), que es compon d'un president municipal o alcalde, 2 Síndics (Síndic Procurador i Síndic Hacendario), 19 Regidors, 17 Comissions, 115 Delegats i 8 Comissariats ejidales.

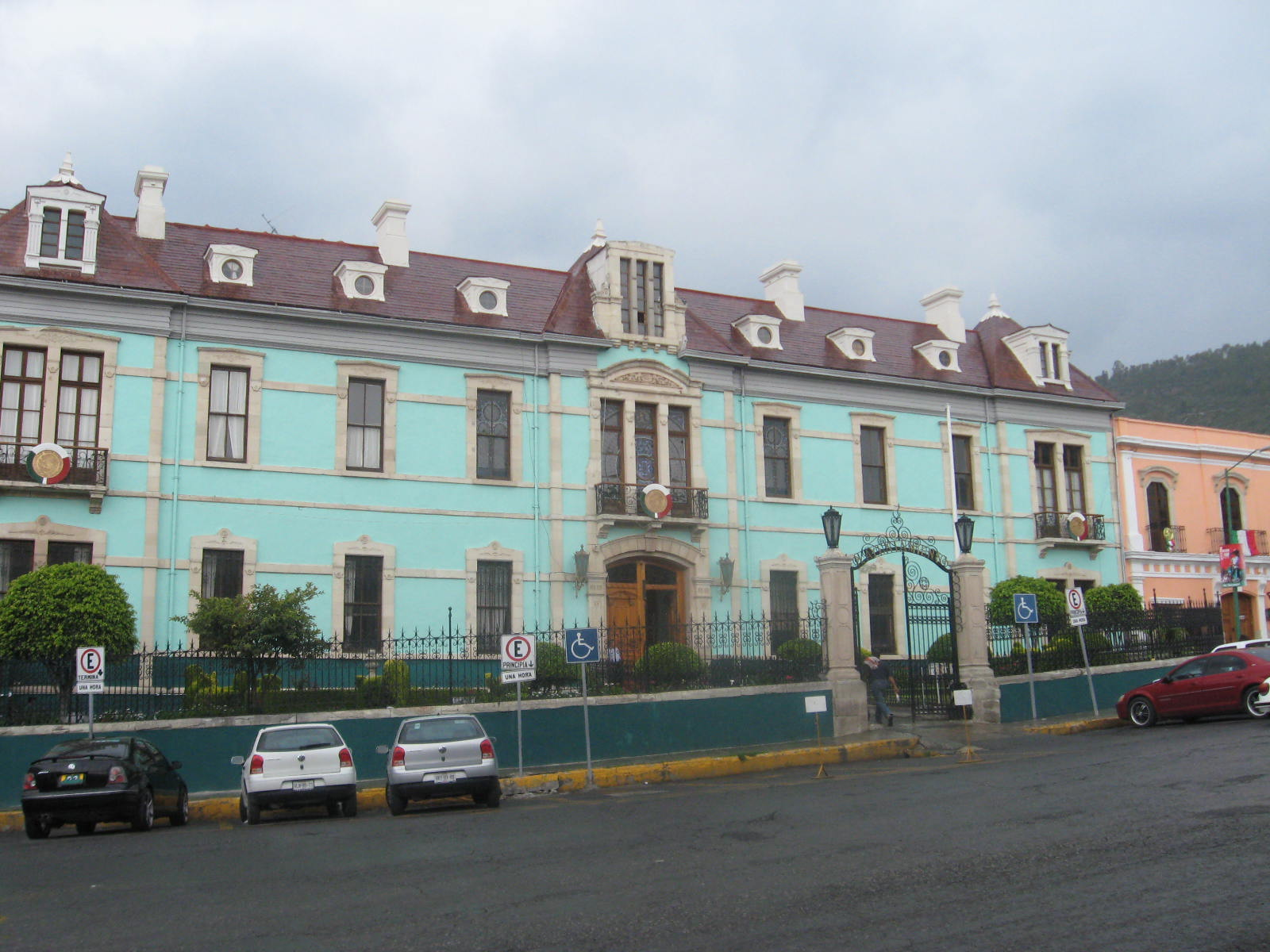
Casa del comte Rule, actual seu del palau municipal de Pachuca

## Política i govern

### Districtes electorals
D'acord amb l'Institut Federal Electoral (IFE), la llista nominal de votants d'aquest municipi està integrada per 149758 persones, és a dir, 9.57 per cent del total estatal constituïda per 1564476 persones. La ciutat pertany a l'I Districte Electoral Local (Pachuca Ponent) i al II Districte Electoral Local (Pachuca Orient), d'Hidalgo. A nivell federal pertany al VI Districte Electoral Federal d'Hidalgo. Li corresponen 129 seccions electorals. Dels quals 72 són de Pachuca Ponent i 57 de Pachuca Orient.